# K3 in Wonderland
K3 in Wonderland was een show van de Belgische meidengroep K3 in de bezetting Karen Damen, Kristel Verbeke en Kathleen Aerts. De show liep van 
juli 2003 tot april 2004 en markeerde het vijfjarig jubileum van de groep.
De DVD uit 2004 behaalde een eerste plek in de Nederlandse DVD-lijst.
De show 20 jaar K3 uit 2019 gebruikte grotendeels dezelfde verhaallijn als K3 in Wonderland.

## Verhaallijn
Karen, Kristel en Kathleen vinden een oude sofa. Met deze sofa kunnen ze door de seizoenen reizen, terwijl ze reizen ontmoeten ze allemaal vreemde wezens zoals: Fleurtje de bloem, Pegeltje en Peter Paddestoel.

## Setlist
1. Opening (bevat fragmenten van De 3 biggetjes, Verliefd, Feest, Heyah mama, Tele-Romeo en Oya lélé)
2. De wereld van K3
3. Alle kleuren
4. Hey hallo
5. De 3 biggetjes
6. Frans liedje
7. Hart verloren
8. Tele-Romeo
9. Verliefd
10. Toveren
11. Feest
12. Oya lélé
13. Heyah mama
14. Oya lélé (Reprise)

## Optredens
| Datum                 | Stad      | Zaal                   |
| --------------------- | --------- | ---------------------- |
| 12 juli 2003 (3x)     | Antwerpen | Koningin Elisabethzaal |
| 13 juli 2003 (3x)     | Antwerpen | Koningin Elisabethzaal |
| 14 juli 2003 (3x)     | Antwerpen | Koningin Elisabethzaal |
| 19 juli 2003 (3x)     | Hasselt   | Grenslandhallen        |
| 20 juli 2003 (3x)     | Hasselt   | Grenslandhallen        |
| 1 november 2003 (3x)  | Gent      | 't Kuipke              |
| 2 november 2003 (3x)  | Gent      | 't Kuipke              |
| 27 februari 2004 (3x) | Hasselt   | Grenslandhallen        |
| 28 februari 2004 (1x) | Hasselt   | Grenslandhallen        |
| 24 april 2004 (3x)    | Brugge    | Concertgebouw Brugge   |
| 25 april 2004 (3x)    | Brugge    | Concertgebouw Brugge   |

| Datum                 | Stad         | Zaal                 |
| --------------------- | ------------ | -------------------- |
| 9 augustus 2003 (1x)  | Scheveningen | Fortis Circustheater |
| 24 augustus 2003 (1x) | Scheveningen | Fortis Circustheater |
| 13 oktober 2003 (3x)  | Groningen    | Martiniplaza         |
| 14 oktober 2003 (2x)  | Groningen    | Martiniplaza         |
| 15 oktober 2003 (3x)  | Groningen    | Martiniplaza         |
| 17 oktober 2003 (1x)  | Breda        | Chassé Theater       |
| 18 oktober 2003 (1x)  | Breda        | Chassé Theater       |
| 19 oktober 2003 (1x)  | Breda        | Chassé Theater       |
| 20 december 2003 (1x) | Den Bosch    | De Maaspoort         |
| 21 december 2003 (1x) | Den Bosch    | De Maaspoort         |
| 22 december 2003 (1x) | Den Bosch    | De Maaspoort         |
| 26 december 2003 (1x) | Amsterdam    | Heineken Music Hall  |
| 27 december 2003 (1x) | Amsterdam    | Heineken Music Hall  |
| 30 december 2003 (1x) | Zwolle       | IJsselhallen         |
| 2 januari 2004 (1x)   | Arnhem       | Rijnhal Arnhem       |
| 3 januari 2004 (1x)   | Arnhem       | Rijnhal Arnhem       |
| 4 januari 2004 (1x)   | Arnhem       | Rijnhal Arnhem       |
| 2 maart 2004 (3x)     | Groningen    | Martiniplaza         |

## DVD-hitlijst
| K3 in Wonderland in de Nederlandse DVD Music Top 30 - binnen: 06-03-2004/Laatste notering 05-06-2004 | K3 in Wonderland in de Nederlandse DVD Music Top 30 - binnen: 06-03-2004/Laatste notering 05-06-2004 | K3 in Wonderland in de Nederlandse DVD Music Top 30 - binnen: 06-03-2004/Laatste notering 05-06-2004 | K3 in Wonderland in de Nederlandse DVD Music Top 30 - binnen: 06-03-2004/Laatste notering 05-06-2004 | K3 in Wonderland in de Nederlandse DVD Music Top 30 - binnen: 06-03-2004/Laatste notering 05-06-2004 | K3 in Wonderland in de Nederlandse DVD Music Top 30 - binnen: 06-03-2004/Laatste notering 05-06-2004 | K3 in Wonderland in de Nederlandse DVD Music Top 30 - binnen: 06-03-2004/Laatste notering 05-06-2004 | K3 in Wonderland in de Nederlandse DVD Music Top 30 - binnen: 06-03-2004/Laatste notering 05-06-2004 | K3 in Wonderland in de Nederlandse DVD Music Top 30 - binnen: 06-03-2004/Laatste notering 05-06-2004 | K3 in Wonderland in de Nederlandse DVD Music Top 30 - binnen: 06-03-2004/Laatste notering 05-06-2004 | K3 in Wonderland in de Nederlandse DVD Music Top 30 - binnen: 06-03-2004/Laatste notering 05-06-2004 | K3 in Wonderland in de Nederlandse DVD Music Top 30 - binnen: 06-03-2004/Laatste notering 05-06-2004 | K3 in Wonderland in de Nederlandse DVD Music Top 30 - binnen: 06-03-2004/Laatste notering 05-06-2004 | K3 in Wonderland in de Nederlandse DVD Music Top 30 - binnen: 06-03-2004/Laatste notering 05-06-2004 | K3 in Wonderland in de Nederlandse DVD Music Top 30 - binnen: 06-03-2004/Laatste notering 05-06-2004 | K3 in Wonderland in de Nederlandse DVD Music Top 30 - binnen: 06-03-2004/Laatste notering 05-06-2004 | K3 in Wonderland in de Nederlandse DVD Music Top 30 - binnen: 06-03-2004/Laatste notering 05-06-2004 | K3 in Wonderland in de Nederlandse DVD Music Top 30 - binnen: 06-03-2004/Laatste notering 05-06-2004 | K3 in Wonderland in de Nederlandse DVD Music Top 30 - binnen: 06-03-2004/Laatste notering 05-06-2004 | K3 in Wonderland in de Nederlandse DVD Music Top 30 - binnen: 06-03-2004/Laatste notering 05-06-2004 | K3 in Wonderland in de Nederlandse DVD Music Top 30 - binnen: 06-03-2004/Laatste notering 05-06-2004 | K3 in Wonderland in de Nederlandse DVD Music Top 30 - binnen: 06-03-2004/Laatste notering 05-06-2004 | K3 in Wonderland in de Nederlandse DVD Music Top 30 - binnen: 06-03-2004/Laatste notering 05-06-2004 | K3 in Wonderland in de Nederlandse DVD Music Top 30 - binnen: 06-03-2004/Laatste notering 05-06-2004 | K3 in Wonderland in de Nederlandse DVD Music Top 30 - binnen: 06-03-2004/Laatste notering 05-06-2004 |
| Week                                                                                                 | 1 | 2 | 3 | 4 | 5 | 6 | 7 | 8 | 9 | 10                                                                                                   | 11                                                                                                   | 12                                                                                                   | 13                                                                                                   | 14                                                                                                   | | | | | | | | | | |
| --- | --- | --- | --- | --- | --- | --- | --- | --- | --- | --- | --- | --- | --- | --- | --- | --- | --- | --- | --- | --- | --- | --- | --- | --- |
| Nummer                                                                                               | 6 | 1 | 1 | 6 | 5 | 9 | 9 | 9 | 14                                                                                                   | 12                                                                                                   | 19                                                                                                   | 12                                                                                                   | 13                                                                                                   | 9 | | | | | | | | | | |
| binnen: 19-06-2004 (15wk) -- 03-07-2004 (16wk)/Laatste notering 11-09-2004                           | | | | | | | | | | | | | | | | | | | | | | | | |
| Week                                                                                                 | 15                                                                                                   | 16                                                                                                   | 17                                                                                                   | 18                                                                                                   | 19                                                                                                   | 20                                                                                                   | 21                                                                                                   | 22                                                                                                   | 23                                                                                                   | 24                                                                                                   | 25                                                                                                   | 26                                                                                                   | | | | | | | | | | | | |
| Nummer                                                                                               | 13                                                                                                   | 27                                                                                                   | 22                                                                                                   | 23                                                                                                   | 25                                                                                                   | 21                                                                                                   | 9 | 18                                                                                                   | 21                                                                                                   | 22                                                                                                   | 24                                                                                                   | 26                                                                                                   | | | | | | | | | | | | |
| binnen: 25-09-2004 (27wk) -- 27-11-2004 (28wk)/Laatste notering 11-12-2004                           | | | | | | | | | | | | | | | | | | | | | | | | |
| Week                                                                                                 | 27                                                                                                   | 28                                                                                                   | 29                                                                                                   | 30                                                                                                   | 31                                                                                                   | | | | | | | | | | | | | | | | | | | |
| Nummer                                                                                               | 28                                                                                                   | 25                                                                                                   | 19                                                                                                   | 25                                                                                                   | uit                                                                                                  | | | | | | | | | | | | | | | | | | | |

| K3 in Wonderland in de Vlaamse Ultratop 10 Muziek-DVD - binnen: 20-03-2004/Laatste notering 01-05-2004 | K3 in Wonderland in de Vlaamse Ultratop 10 Muziek-DVD - binnen: 20-03-2004/Laatste notering 01-05-2004 | K3 in Wonderland in de Vlaamse Ultratop 10 Muziek-DVD - binnen: 20-03-2004/Laatste notering 01-05-2004 | K3 in Wonderland in de Vlaamse Ultratop 10 Muziek-DVD - binnen: 20-03-2004/Laatste notering 01-05-2004 | K3 in Wonderland in de Vlaamse Ultratop 10 Muziek-DVD - binnen: 20-03-2004/Laatste notering 01-05-2004 | K3 in Wonderland in de Vlaamse Ultratop 10 Muziek-DVD - binnen: 20-03-2004/Laatste notering 01-05-2004 | K3 in Wonderland in de Vlaamse Ultratop 10 Muziek-DVD - binnen: 20-03-2004/Laatste notering 01-05-2004 | K3 in Wonderland in de Vlaamse Ultratop 10 Muziek-DVD - binnen: 20-03-2004/Laatste notering 01-05-2004 | K3 in Wonderland in de Vlaamse Ultratop 10 Muziek-DVD - binnen: 20-03-2004/Laatste notering 01-05-2004 | K3 in Wonderland in de Vlaamse Ultratop 10 Muziek-DVD - binnen: 20-03-2004/Laatste notering 01-05-2004 | K3 in Wonderland in de Vlaamse Ultratop 10 Muziek-DVD - binnen: 20-03-2004/Laatste notering 01-05-2004 | K3 in Wonderland in de Vlaamse Ultratop 10 Muziek-DVD - binnen: 20-03-2004/Laatste notering 01-05-2004 | K3 in Wonderland in de Vlaamse Ultratop 10 Muziek-DVD - binnen: 20-03-2004/Laatste notering 01-05-2004 | K3 in Wonderland in de Vlaamse Ultratop 10 Muziek-DVD - binnen: 20-03-2004/Laatste notering 01-05-2004 | K3 in Wonderland in de Vlaamse Ultratop 10 Muziek-DVD - binnen: 20-03-2004/Laatste notering 01-05-2004 | K3 in Wonderland in de Vlaamse Ultratop 10 Muziek-DVD - binnen: 20-03-2004/Laatste notering 01-05-2004 | K3 in Wonderland in de Vlaamse Ultratop 10 Muziek-DVD - binnen: 20-03-2004/Laatste notering 01-05-2004 | K3 in Wonderland in de Vlaamse Ultratop 10 Muziek-DVD - binnen: 20-03-2004/Laatste notering 01-05-2004 | K3 in Wonderland in de Vlaamse Ultratop 10 Muziek-DVD - binnen: 20-03-2004/Laatste notering 01-05-2004 | K3 in Wonderland in de Vlaamse Ultratop 10 Muziek-DVD - binnen: 20-03-2004/Laatste notering 01-05-2004 | K3 in Wonderland in de Vlaamse Ultratop 10 Muziek-DVD - binnen: 20-03-2004/Laatste notering 01-05-2004 | K3 in Wonderland in de Vlaamse Ultratop 10 Muziek-DVD - binnen: 20-03-2004/Laatste notering 01-05-2004 | K3 in Wonderland in de Vlaamse Ultratop 10 Muziek-DVD - binnen: 20-03-2004/Laatste notering 01-05-2004 | K3 in Wonderland in de Vlaamse Ultratop 10 Muziek-DVD - binnen: 20-03-2004/Laatste notering 01-05-2004 | K3 in Wonderland in de Vlaamse Ultratop 10 Muziek-DVD - binnen: 20-03-2004/Laatste notering 01-05-2004 | K3 in Wonderland in de Vlaamse Ultratop 10 Muziek-DVD - binnen: 20-03-2004/Laatste notering 01-05-2004 | K3 in Wonderland in de Vlaamse Ultratop 10 Muziek-DVD - binnen: 20-03-2004/Laatste notering 01-05-2004 |
| Week                                                                                                   | 1 | 2 | 3 | 4 | 5 | 6 | 7 | 8 | | | | | | | | | | | | | | | | | | |
| --- | --- | --- | --- | --- | --- | --- | --- | --- | --- | --- | --- | --- | --- | --- | --- | --- | --- | --- | --- | --- | --- | --- | --- | --- | --- | --- |
| Nummer                                                                                                 | 1 | 3 | 4 | 5 | 9 | 6 | 5 | uit | | | | | | | | | | | | | | | | | | |

| K3 Toveren/In Wonderland in de Vlaamse Ultratop 10 Muziek-DVD - binnen: 19-02-2005/Laatste notering 12-03-2005 | K3 Toveren/In Wonderland in de Vlaamse Ultratop 10 Muziek-DVD - binnen: 19-02-2005/Laatste notering 12-03-2005 | K3 Toveren/In Wonderland in de Vlaamse Ultratop 10 Muziek-DVD - binnen: 19-02-2005/Laatste notering 12-03-2005 | K3 Toveren/In Wonderland in de Vlaamse Ultratop 10 Muziek-DVD - binnen: 19-02-2005/Laatste notering 12-03-2005 | K3 Toveren/In Wonderland in de Vlaamse Ultratop 10 Muziek-DVD - binnen: 19-02-2005/Laatste notering 12-03-2005 | K3 Toveren/In Wonderland in de Vlaamse Ultratop 10 Muziek-DVD - binnen: 19-02-2005/Laatste notering 12-03-2005 | K3 Toveren/In Wonderland in de Vlaamse Ultratop 10 Muziek-DVD - binnen: 19-02-2005/Laatste notering 12-03-2005 | K3 Toveren/In Wonderland in de Vlaamse Ultratop 10 Muziek-DVD - binnen: 19-02-2005/Laatste notering 12-03-2005 | K3 Toveren/In Wonderland in de Vlaamse Ultratop 10 Muziek-DVD - binnen: 19-02-2005/Laatste notering 12-03-2005 | K3 Toveren/In Wonderland in de Vlaamse Ultratop 10 Muziek-DVD - binnen: 19-02-2005/Laatste notering 12-03-2005 | K3 Toveren/In Wonderland in de Vlaamse Ultratop 10 Muziek-DVD - binnen: 19-02-2005/Laatste notering 12-03-2005 | K3 Toveren/In Wonderland in de Vlaamse Ultratop 10 Muziek-DVD - binnen: 19-02-2005/Laatste notering 12-03-2005 | K3 Toveren/In Wonderland in de Vlaamse Ultratop 10 Muziek-DVD - binnen: 19-02-2005/Laatste notering 12-03-2005 | K3 Toveren/In Wonderland in de Vlaamse Ultratop 10 Muziek-DVD - binnen: 19-02-2005/Laatste notering 12-03-2005 | K3 Toveren/In Wonderland in de Vlaamse Ultratop 10 Muziek-DVD - binnen: 19-02-2005/Laatste notering 12-03-2005 | K3 Toveren/In Wonderland in de Vlaamse Ultratop 10 Muziek-DVD - binnen: 19-02-2005/Laatste notering 12-03-2005 | K3 Toveren/In Wonderland in de Vlaamse Ultratop 10 Muziek-DVD - binnen: 19-02-2005/Laatste notering 12-03-2005 | K3 Toveren/In Wonderland in de Vlaamse Ultratop 10 Muziek-DVD - binnen: 19-02-2005/Laatste notering 12-03-2005 | K3 Toveren/In Wonderland in de Vlaamse Ultratop 10 Muziek-DVD - binnen: 19-02-2005/Laatste notering 12-03-2005 | K3 Toveren/In Wonderland in de Vlaamse Ultratop 10 Muziek-DVD - binnen: 19-02-2005/Laatste notering 12-03-2005 | K3 Toveren/In Wonderland in de Vlaamse Ultratop 10 Muziek-DVD - binnen: 19-02-2005/Laatste notering 12-03-2005 | K3 Toveren/In Wonderland in de Vlaamse Ultratop 10 Muziek-DVD - binnen: 19-02-2005/Laatste notering 12-03-2005 | K3 Toveren/In Wonderland in de Vlaamse Ultratop 10 Muziek-DVD - binnen: 19-02-2005/Laatste notering 12-03-2005 | K3 Toveren/In Wonderland in de Vlaamse Ultratop 10 Muziek-DVD - binnen: 19-02-2005/Laatste notering 12-03-2005 | K3 Toveren/In Wonderland in de Vlaamse Ultratop 10 Muziek-DVD - binnen: 19-02-2005/Laatste notering 12-03-2005 | K3 Toveren/In Wonderland in de Vlaamse Ultratop 10 Muziek-DVD - binnen: 19-02-2005/Laatste notering 12-03-2005 | K3 Toveren/In Wonderland in de Vlaamse Ultratop 10 Muziek-DVD - binnen: 19-02-2005/Laatste notering 12-03-2005 | K3 Toveren/In Wonderland in de Vlaamse Ultratop 10 Muziek-DVD - binnen: 19-02-2005/Laatste notering 12-03-2005 |
| Week | 1 | 2 | 3 | 4 | 5 | | | | | | | | | | | | | | | | | | | | | | |
| --- | --- | --- | --- | --- | --- | --- | --- | --- | --- | --- | --- | --- | --- | --- | --- | --- | --- | --- | --- | --- | --- | --- | --- | --- | --- | --- | --- |
| Nummer | 9 | 9 | 9 | 6 | uit | | | | | | | | | | | | | | | | | | | | | | |